# Jeff Who?
Jeff Who? är en isländsk musikgrupp som spelar rockmusik. Deras största sang er Barfly fra '05. De har fram till dagens datum släppt två album: Death Before Disco (2005) och Jeff Who? (2008).
Senaste kända line-up: Ásgeir Valur Flosason, Bjarni Lárus Hall, Elís Pétursson, Valdimar Kristjónsson, Axel Árnason.